# Christa Kinshofer
Christa Kinshofer-Güthlein (ur. 24 stycznia 1961 w Monachium) – niemiecka narciarka alpejska, trzykrotna medalistka igrzysk olimpijskich, wicemistrzyni świata oraz zdobywczyni Małej Kryształowej Kuli Pucharu Świata w gigancie.

## Kariera
Po raz pierwszy na arenie międzynarodowej Christa Kinshofer pojawiła się w sezonie 1976/1977. Pierwsze punkty w zawodach Pucharu Świata zdobyła 3 stycznia 1977 roku w Oberstaufen, zajmując dziesiąte miejsce w slalomie. W klasyfikacji generalnej dało jej to 40. miejsce. W kolejnym sezonie nie zdobyła żadnego punktu, jednak już w swoim pierwszym starcie sezonu 1978/1979, 18 grudnia 1978 roku w Val d’Isère, odniosła pierwsze w karierze zwycięstwo, wygrywając giganta. W zawodach tych wyprzedziła Hanni Wenzel z Liechtensteinu i Marie-Theres Nadig ze Szwajcarii. W kolejnych startach jeszcze pięciokrotnie stawała na podium, odnosząc cztery zwycięstwa: 7 stycznia w Les Gets, 6 lutego w Berchtesgaden, 8 marca w Aspen i 11 marca 1979 roku w Heavenly Valley ponownie była najlepsza w gigantach. W klasyfikacji generalnej była ósma, a w klasyfikacji giganta zdobyła Małą Kryształową Kulę.
Pierwszy medal w karierze wywalczyła podczas rozgrywanych w 1980 roku igrzysk olimpijskich w Lake Placid. Po pierwszym przejeździe slalomu Kinshofer zajmowała drugie miejsce, tracąc do prowadzącej Hanni Wenzel 0,24 sekundy. W drugim przejeździe również osiągnęła drugi czas, dało to jej drugi łączny wynik i srebrny medal. Ostatecznie straciła 1,41 sekundy do Wenzel, a o 1,49 sekundy wyprzedziła Szwajcarkę Erikę Hess. Na tych samych igrzyskach wystartowała także w gigancie, który ukończyła na piątej pozycji. W zawodach pucharowych punktowała wielokrotnie, jednak na podium stanęła tylko raz: 11 marca 1980 roku w Saalbach-Hinterglemm była druga w slalomie. Sezon 1979/1980 ukończyła na jedenastej pozycji w klasyfikacji generalnej i dziewiątej w gigancie. Kolejne zwycięstwo odniosła 21 stycznia 1981 roku w Crans-Montana, gdzie okazała się najlepsza w kombinacji. Oprócz tego jeszcze sześć razy plasowała się w najlepszej trójce i sezon 1980/1981 zakończyła na dziewiątej pozycji. Była również trzecia w klasyfikacji kombinacji i ósma w gigancie.
Przez pięć kolejnych lat osiągała słabsze wyniki, na podium stanęła tylko raz: 18 grudnia 1981 roku w Piancavallo była trzecia w kombinacji. Od sezonu 1983/1984 do sezonu 1986/1987 reprezentowała barwy Holandii, jednak punktowała sporadycznie. W tym czasie wystąpiła na mistrzostwach świata w Schladming w 1982 roku, gdzie byłą dziewiąta w gigancie, a rywalizacji w slalomie nie ukończyła. Nie wystąpiła jednak na rozgrywanych dwa lata później igrzyskach w Sarajewie.
Od sezonu 1987/1988 ponownie reprezentowała RFN i znalazła się w kadrze tego kraju na igrzyska olimpijskie w Calgary. Kinshofer rozpoczęła starty od kombinacji, której jednak nie ukończyła. Następnie zajęła dziesiąte miejsce w supergigancie, a trzy dni później zdobyła srebrny medal w gigancie. W zawodach tych rozdzieliła na podium dwie Szwajcarki: Vreni Schneider oraz Marię Walliser. W swoim ostatnim starcie zdobyła brązowy medal w slalomie, uzyskując piąty czas pierwszego przejazdu i trzeci wynik drugiego przejazdu. Ostatecznie wyprzedziły ją tylko Vreni Schneider i Mateja Svet z Jugosławii. W zawodach pucharowych dwukrotnie stawała na podium: 19 grudnia 1987 roku w Piancavallo wygrała slalom, a 24 stycznia 1988 roku w Bad Gastein w tej samej konkurencji była druga. W marcu 1988 roku zakończyła karierę.
Wielokrotnie zdobywała medale mistrzostw RFN, w tym złote: w gigancie w latach 1979-1981, slalomie w latach 1980-1981 oraz supergigancie w 1988 roku. W 1979 roku została wybrana sportowcem roku w RFN. Po zakończeniu kariery zajmuje się organizowaniem zawodów sportowych.

## Osiągnięcia

### Igrzyska olimpijskie
| Miejsce | Dzień     | Rok  | Miejscowość | Konkurencja | Czas biegu  | Strata  | Zwyciężczyni    |
| ------- | --------- | ---- | ----------- | ----------- | ----------- | ------- | --------------- |
| 5.      | 21 lutego | 1980 | Lake Placid | Gigant      | 2:41,66 min | +0,97 s | Hanni Wenzel    |
| 2.      | 23 lutego | 1980 | Lake Placid | Slalom      | 1:25,09 min | +1,41 s | Hanni Wenzel    |
| DNF     | 21 lutego | 1988 | Calgary     | Kombinacja  | 29,25 pkt   | -       | Anita Wachter   |
| 10.     | 22 lutego | 1988 | Calgary     | Supergigant | 1:19,03 min | +1,95 s | Sigrid Wolf     |
| 2.      | 24 lutego | 1988 | Calgary     | Gigant      | 2:06,49 min | +0,93 s | Vreni Schneider |
| 3.      | 26 lutego | 1988 | Calgary     | Slalom      | 1:36,69 min | +1,71 s | Vreni Schneider |

### Mistrzostwa świata
| Miejsce | Dzień     | Rok  | Miejscowość | Konkurencja | Czas biegu  | Strata  | Zwyciężczyni |
| ------- | --------- | ---- | ----------- | ----------- | ----------- | ------- | ------------ |
| 5.      | 21 lutego | 1980 | Lake Placid | Gigant      | 2:41,66 min | +0,97 s | Hanni Wenzel |
| 2.      | 23 lutego | 1980 | Lake Placid | Slalom      | 1:25,09 min | +1,41 s | Hanni Wenzel |
| 9.      | 2 lutego  | 1982 | Schladming  | Gigant      | 2:37,17 min | +2,56 s | Erika Hess   |
| DNF     | 6 lutego  | 1982 | Schladming  | Slalom      | 1:41,60 min | -       | Erika Hess   |

### Puchar Świata

#### Miejsca w klasyfikacji generalnej
- sezon 1976/1977: 40.
- sezon 1978/1979: 8.
- sezon 1979/1980: 11.
- sezon 1980/1981: 9.
- sezon 1981/1982: 24.
- sezon 1982/1983: 66.
- sezon 1985/1986: 44.
- sezon 1986/1987: 48.
- sezon 1987/1988: 12.

#### Miejsca na podium
1. Val d’Isère – 18 grudnia 1978 (gigant) – 1. miejsce
2. Les Gets – 7 stycznia 1979 (gigant) – 1. miejsce
3. Berchtesgaden – 6 lutego 1979 (gigant) – 1. miejsce
4. Piancavallo – 19 grudnia 1979 (slalom) – 2. miejsce
5. Aspen – 8 marca 1979 (gigant) – 1. miejsce
6. Heavenly Valley – 11 marca 1979 (gigant) – 1. miejsce
7. Saalbach-Hinterglemm – 11 marca 1980 (slalom) – 2. miejsce
8. Val d’Isère – 4 grudnia 1980 (gigant) – 3. miejsce
9. Val d’Isère – 4 grudnia 1980 (kombinacja) – 3. miejsce
10. Altenmarkt – 18 grudnia 1980 (slalom) – 2. miejsce
11. Crans-Montana – 19 stycznia 1981 (zjazd) – 3. miejsce
12. Crans-Montana – 21 stycznia 1981 (kombinacja) – 1. miejsce
13. Val d’Isère – 24 stycznia 1981 (gigant) – 2. miejsce
14. Zwiesel – 4 lutego 1981 (gigant) – 2. miejsce
15. Piancavallo – 18 grudnia 1981 (kombinacja) – 3. miejsce
16. Bad Gastein – 24 stycznia 1988 (slalom) – 2. miejsce